# Declinatie (astronomie)

Declinatie

Declinatie (dec) is in de astronomie de positie van een hemelobject ten opzichte van de hemelevenaar. Het is een coördinaat die niet door de draaiing van de Aarde om haar as varieert, en die gebruikt wordt in het equatoriale coördinatenstelsel met declinatie en uurhoek en in het equatoriale coördinatenstelsel met declinatie en rechte klimming. De uurhoek varieert wel door de draaiing van de Aarde om haar as, de rechte klimming niet. De plaats van bijvoorbeeld een ster tussen de andere sterren wordt vaak aangeduid met de declinatie en rechte klimming. Deze veranderen allebei veel langzamer dan coördinaten die variëren door de draaiing van de Aarde om haar as. Ze veranderen alleen door de echte verandering van de positie van de ster ten opzichte van de Zon, en doordat de Aarde om de Zon draait.
De declinatie geeft de positie van het object ten noorden (+) van de hemelevenaar aan of ten zuiden (−) daarvan. De grootte van de declinatie wordt aangegeven in booggraden, die worden ingedeeld in zestig boogminuten, die weer worden ingedeeld in zestig boogseconden. Een object op de hemelevenaar heeft een declinatie van 0 graden. De declinatie van een object dat op de positie van een hemelpool staat is 90 graden.
Naast het eeuwenoude sexagesimale stelsel om de booggraad op te delen in minuten en seconden, is ook de decimale opdeling in gebruik, kortweg decimale graad genoemd. Als voorbeeld voor de ster Sirius wordt dan de 'Declinatie' -16,716116° i.p.v. −16° 42' 58".

## Zichtbaarheid
De declinatie bepaalt of een object gezien vanaf een bepaalde breedtegraad ooit boven de horizon uitkomt, en of een object vanaf die plek gezien circumpolair is. Op een breedte van 52° noord zijn hemellichamen met een declinatie groter dan (90° − 52°) = 38° circumpolair, en objecten met een declinatie van minder dan (52° − 90°) = −38° komen nooit boven de horizon uit. Hiertussen zal het object dagelijks op- en ondergaan, naarmate de declinatie hoger is zal het object langer te zien zijn. Objecten met een declinatie die gelijk is aan de breedtegraad van de waarnemer zullen in hun dagelijkse baan precies door het zenit gaan.
Voor de vaste sterren zijn de declinatie en rechte klimming constant (afgezien van eigenbeweging en precessie), ze gaan dus op een vaste plek op en onder. Een ster op de hemelevenaar (zoals Mintaka) komt precies in het oosten op, en zal precies in het westen ondergaan. Ook duurt de periode dat ze boven de horizon staan precies een halve sterrendag (11u 58m). Objecten in het zonnestelsel verplaatsten zich voortdurend, en hierbij varieert dus de declinatie en ook de plek waar ze op en onder gaan.